# Lando Norris
Pour les articles homonymes, voir Norris.
Lando Norris est un pilote automobile britannique, né le 13 novembre 1999 à Bristol (Royaume-Uni).
Champion de Formule 3 européenne en 2017, il fait ses débuts en Formule 1 en 2019 chez McLaren aux côtés de Carlos Sainz Jr. et marque ses premiers points à l'arrivée de sa deuxième course, en se classant sixième du Grand Prix de Bahreïn. Il monte sur son premier podium en ouverture de la saison 2020 en terminant troisième du Grand Prix d'Autriche et remporte sa première victoire après cent-dix départs et quinze podiums, le 5 mai 2024 à Miami. En remportant la dernière course de la saison 2024 à Abou Dabi, il obtient sa quatrième victoire et apporte le titre des constructeurs à son écurie, tout en terminant vice-champion du monde derrière Max Verstappen. Il est sous contrat avec McLaren jusqu'en 2027.

## Biographie

### Origines et vie privée
Lando Norris naît le 13 novembre 1999 à Bristol, en Angleterre. Il est le fils d'Adam Norris, gestionnaire de pensions de retraite et de Cisca Wauman, originaire de Belgique. Son père est l'une des personnes les plus riches de Bristol et la 501e personnalité la plus riche du Royaume-Uni,.
Son frère aîné, Oliver, a également participé à des compétitions de karting ; il a deux sœurs cadettes, Flo et Cisca. Lando Norris possède les nationalités belge et britannique et a des notions de néerlandais.
Norris effectue ses études à la Millfield School, dans le Somerset, où il étudie la physique et les mathématiques avec un tuteur personnel à plein temps. Il quitte cependant l'école avant d'obtenir son diplôme.
Après ses débuts en Formule 1 en 2019, Norris annonce avoir eu des problèmes de santé mentale à cause des pressions du sport, se tournant vers l'association caritative britannique Mind pour obtenir de l'aide. Il déclare se sentir souvent déprimé et se demande : « Vais-je être en Formule 1 l'année prochaine ? Si je ne le suis pas, que vais-je faire ? ». Parallèlement à son soutien à l'association caritative Mind, Norris s'investit comme défenseur de l'augmentation de la visibilité de la santé mentale dans le sport.

### Karting et débuts en monoplace

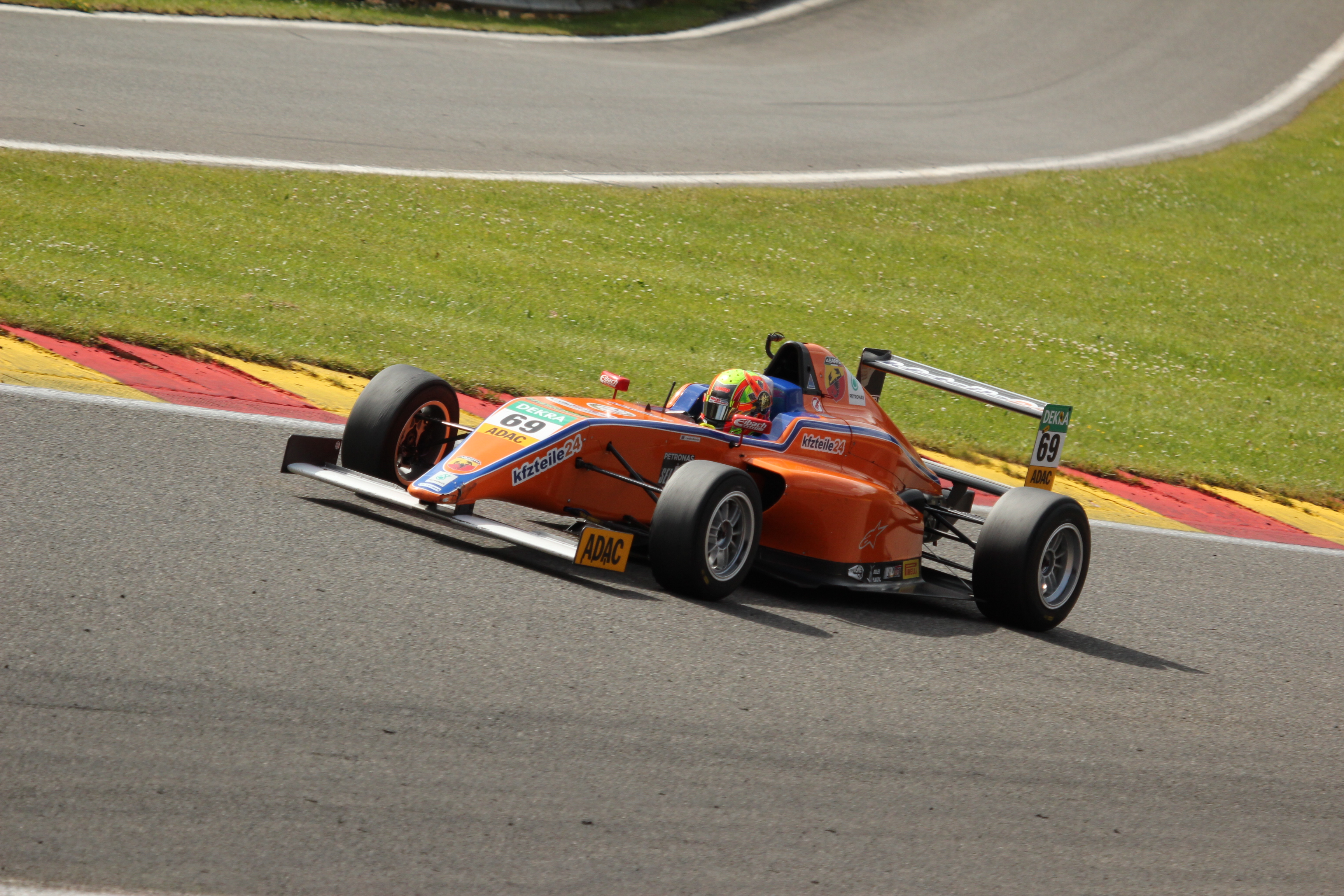
Lando Norris en Formule 4 en 2015.

Champion d'Europe de karting en 2013, Lando Norris devient champion du monde de karting l'année suivante, devenant le plus jeune champion de la discipline. Au cours de cette même saison, il termine troisième de la Formule Ginetta Junior et meilleur débutant. Il passe à la monoplace en 2015, où il remporte le championnat de Grande-Bretagne de Formule 4 (MSA Formula), ainsi qu'une victoire en championnat d'Allemagne de Formule 4.
En 2016, il est sacré champion du Toyota Racing Series et remporte le Grand Prix de Nouvelle-Zélande. Cette même année, Norris domine l'Eurocup Formula Renault 2.0 et la Formula Renault 2.0 Northern European Cup. Il remporte également le Trophée McLaren Autosport BRDC et effectue trois courses en Formule 3 européenne.

### 2017: titre en Formule 3 Europe
En 2017, il rejoint Carlin Motorsport en championnat d'Europe de Formule 3 ainsi que le programme de jeunes pilotes de McLaren Racing,. En lutte pour le titre en Formule 3, il est hautement considéré par les dirigeants de McLaren qui voient en lui « un futur champion » et le font rouler sur une ancienne Formule 1 dès juin 2017 à Portimão,.
Il pilote la McLaren MCL32 de 2017 lors des essais collectifs de la mi-saison sur le Hungaroring. Il remporte le titre en Formule 3 après neuf victoires en trente courses. Il participe également à la dernière manche du championnat de Formule 2 avec l'écurie Campos Racing.

### 2018: vice-champion de Formule 2

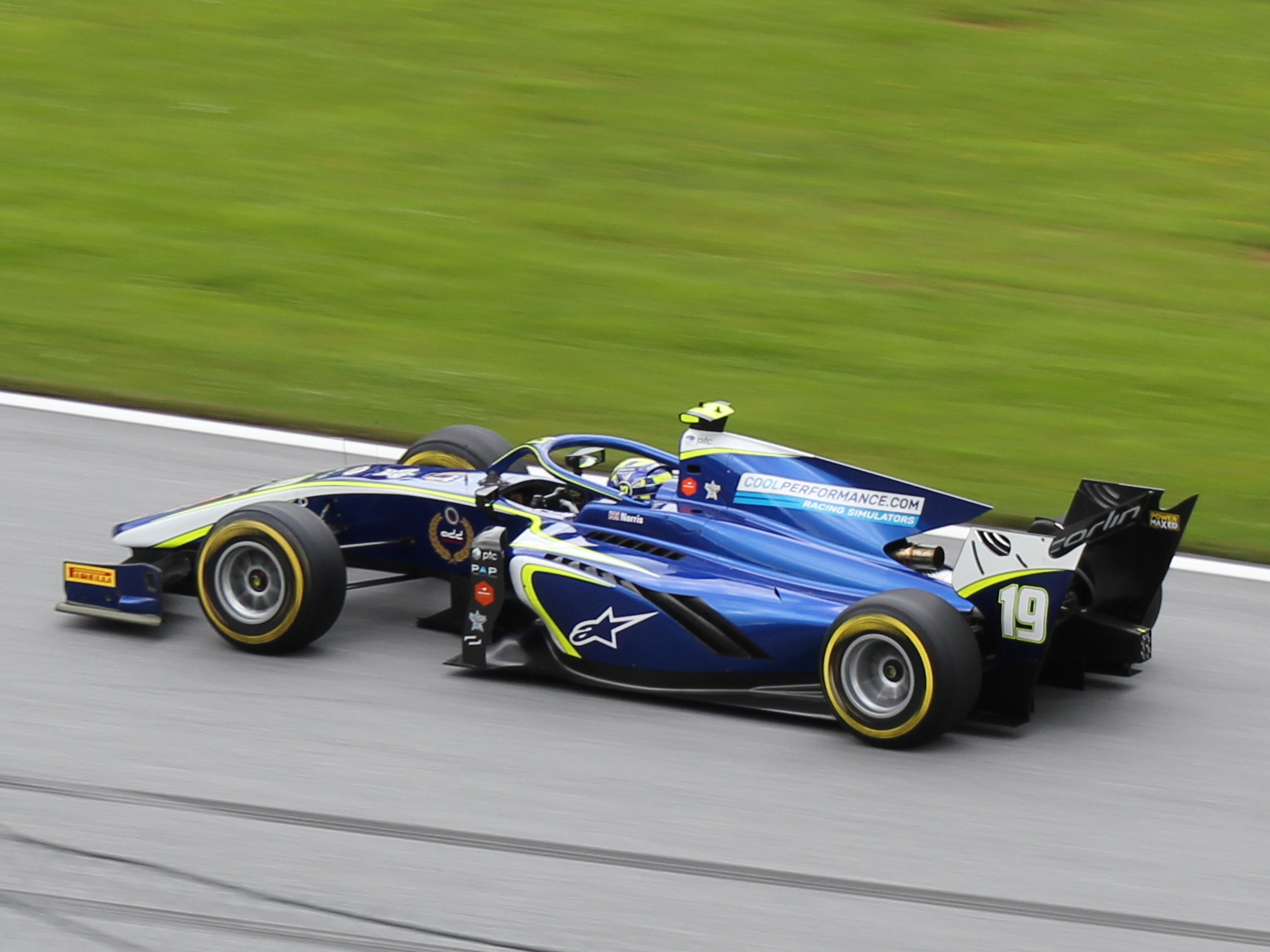
Lando Norris en 2018 sur le circuit de Spielberg.

En 2018, Lando Norris devient pilote de réserve chez McLaren Racing.
Le Britannique participe, fin janvier, aux 24 Heures de Daytona aux côtés de Phil Hanson et Fernando Alonso ; ils se classent trente-huitième de l'épreuve.
Confirmé chez Carlin Motorsport pour la saison 2018 de Formule 2, il est sacré vice-champion (derrière George Russell) au terme des vingt-quatre courses de la saison avec une victoire, une pole position et un meilleur tour.

### 2019: débuts en Formule 1 avec McLaren

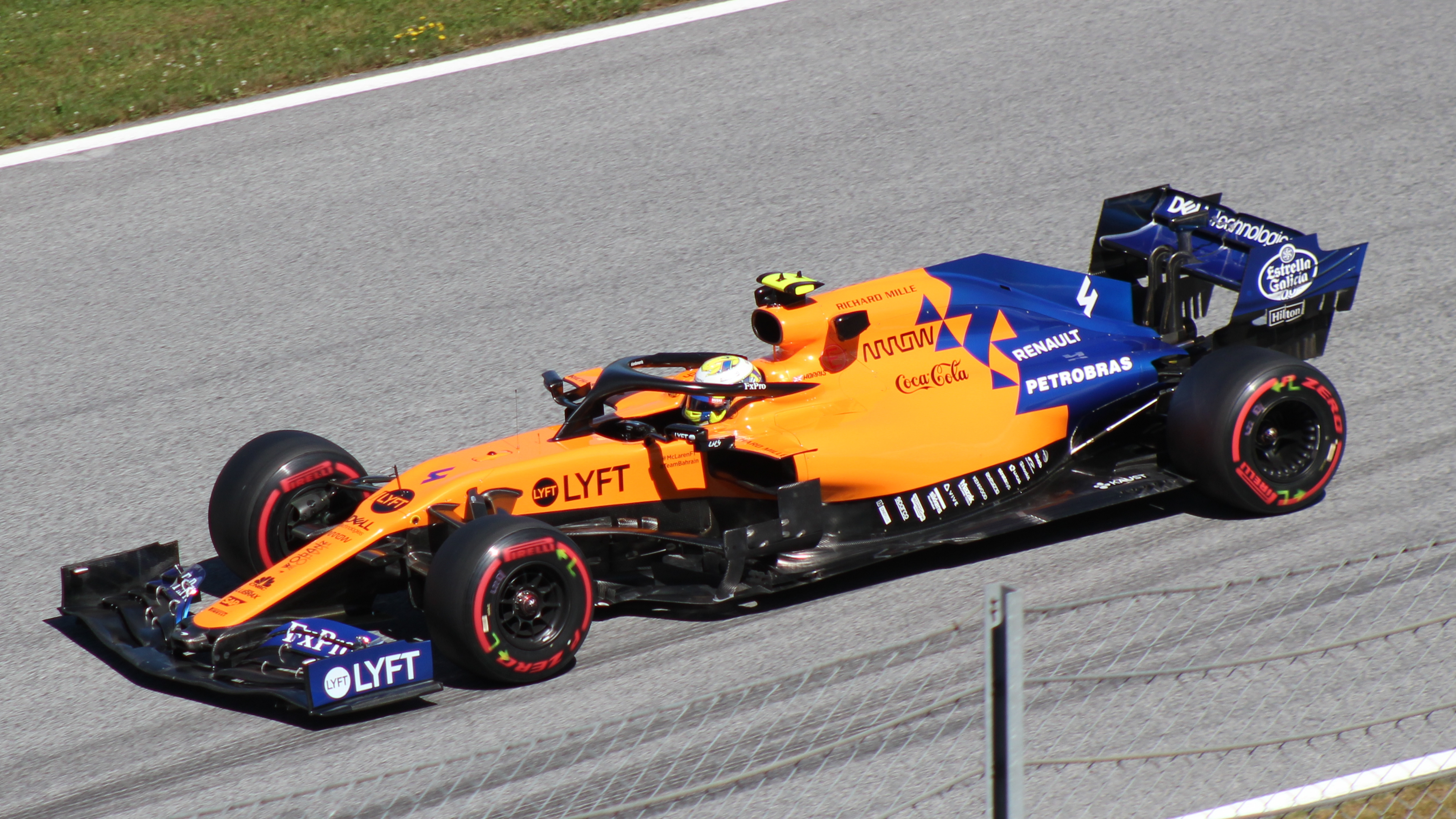
Lando Norris, sur la MCL34, lors du Grand Prix d'Autriche 2019.

Le 3 septembre 2018, McLaren le titularise en Formule 1 pour la saison 2019, aux côtés de Carlos Sainz Jr..
Pour sa première course, en Australie, il termine douzième, hors des points. Lors du Grand Prix de Bahreïn, il marque ses premiers points en terminant sixième. En Chine, il abandonne après un accrochage avec Daniil Kvyat. En Azerbaïdjan, qualifié septième, il termine huitième. En Espagne, Norris profite d'une pénalité de Daniel Ricciardo pour partir dixième ; en course, il abandonne après un accrochage avec Lance Stroll. À Monaco, parti douzième, il termine onzième. Au Canada, il abandonne sur bris de suspension. En France et en Autriche, Norris termine neuvième puis sixième, son meilleur résultat de la saison.
Le 9 juillet 2019, Norris et son coéquipier Carlos Sainz Jr. sont reconduits chez McLaren pour la saison 2020.
Pour son Grand Prix national, il se qualifie huitième et termine onzième. En Allemagne, Norris est pénalisé après le changement de trois éléments de son unité de puissance et part dix-neuvième ; il abandonne à cause d'une perte de puissance. En Hongrie, il part septième et termine neuvième. En Belgique, Norris abandonne à cause d'une nouvelle perte de puissance. En Italie, il marque le point de la dixième place. Parti neuvième à Singapour, il termine septième.
En Russie, parti septième, Norris termine huitième. Au Japon, il termine onzième. Au Mexique, le Britannique abandonne volontairement. Pour les trois dernières courses de la saison, aux États-Unis, au Brésil et à Abou Dabi, Norris termine à chaque fois dans les points (septième puis deux fois huitième). Lando Norris termine sa première saison à la onzième place du championnat, avec 49 points.

### 2020: premier podium avec McLaren
Le 5 juillet 2020, sur le Red Bull Ring à Spielberg en Autriche, il devient le plus jeune Britannique sur un podium de Formule 1, en détrônant Lewis Hamilton ainsi que le troisième plus jeune pilote de l'Histoire de la Formule 1 à monter sur le podium derrière Max Verstappen et Lance Stroll,.

### 2021: prolongation avec McLaren

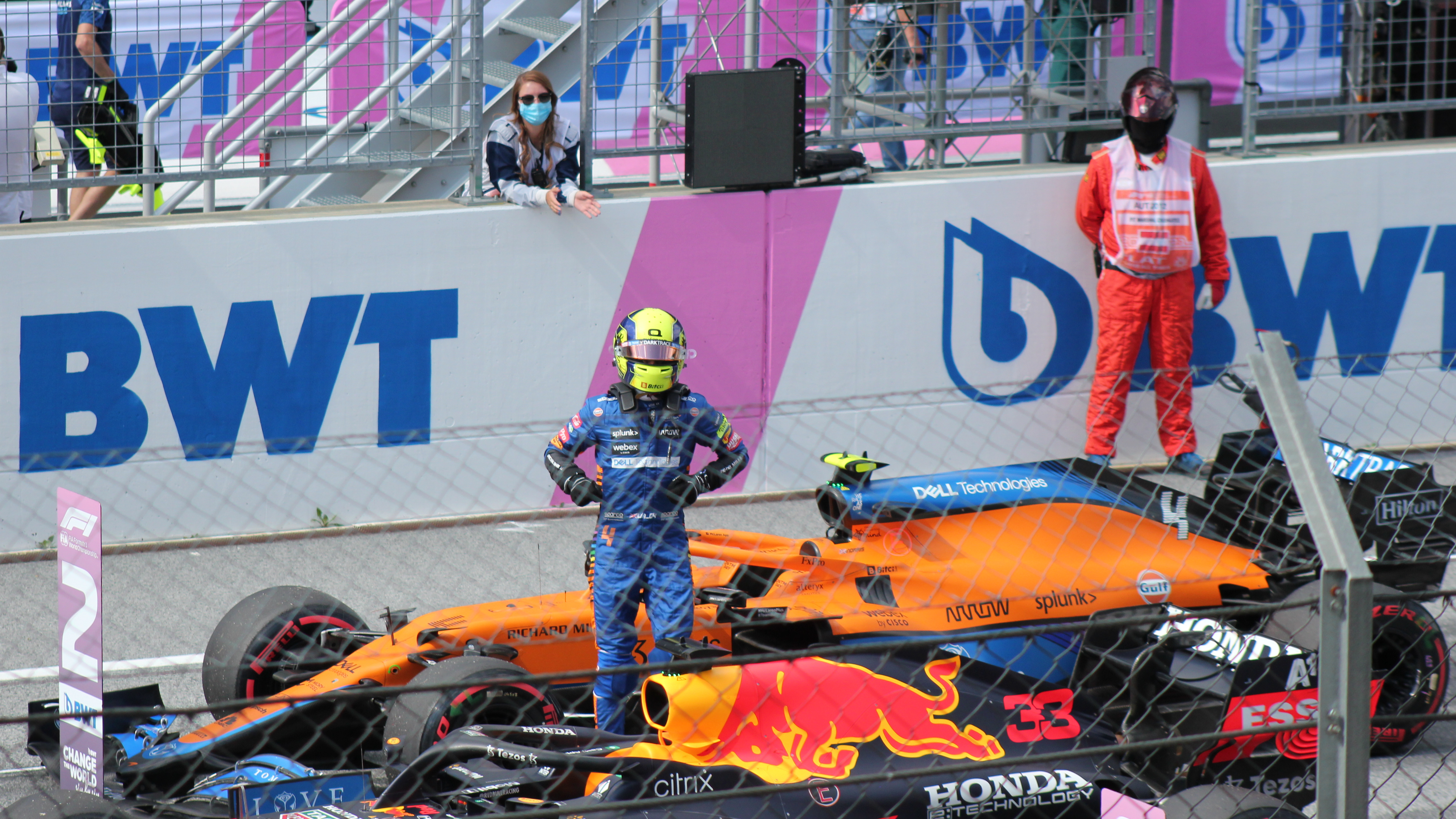
Lando Norris après sa qualification à la deuxième place lors du Grand Prix d'Autriche.

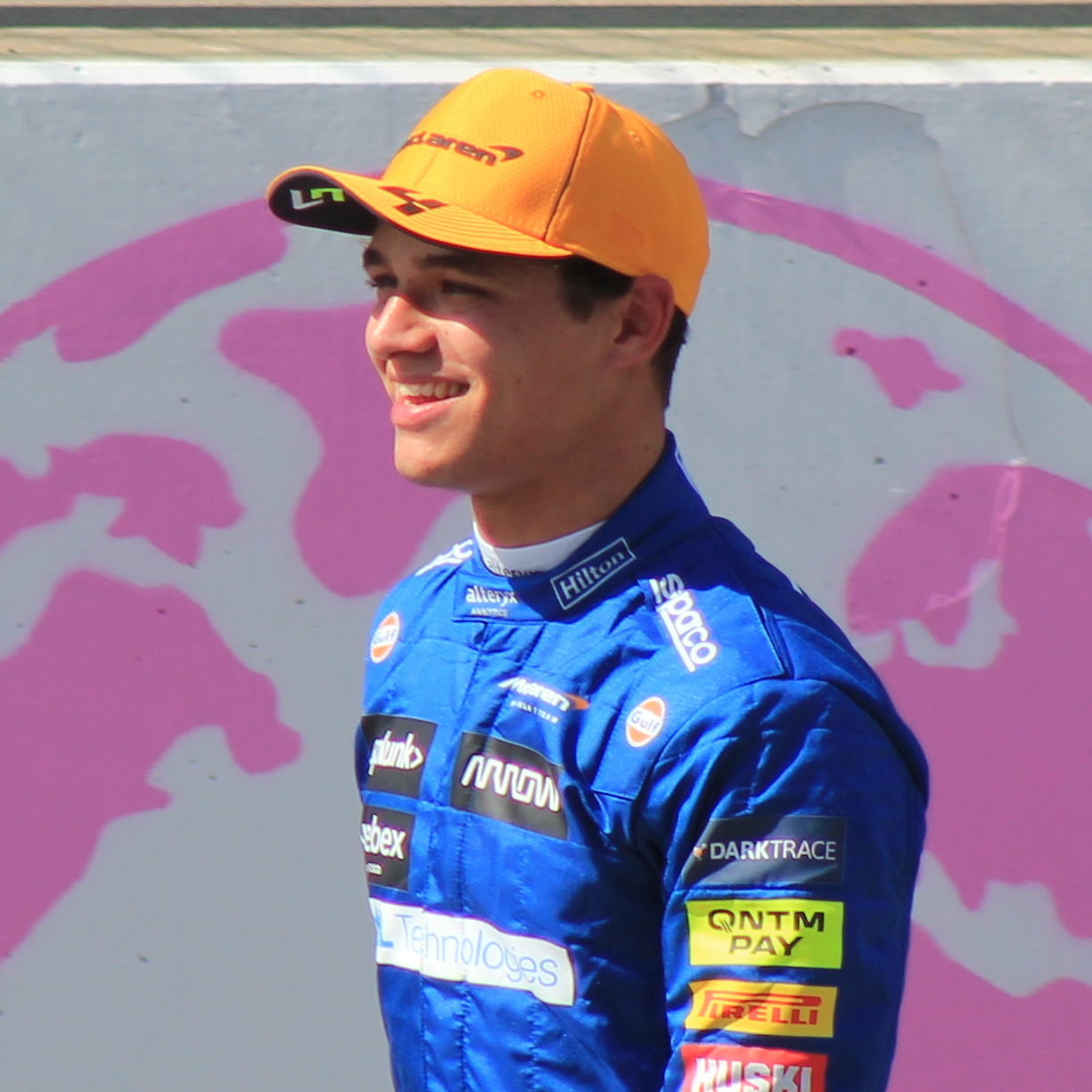
Lando Norris au Grand Prix d'Autriche.

Le 19 mai 2021, Lando Norris annonce la prolongation de son contrat pour plusieurs saisons avec McLaren Racing à partir de 2022 : « Mon objectif pour l'avenir est clair : je veux gagner des courses et devenir champion du monde avec cette équipe. Depuis mon arrivée il y a quatre ans, ma progression a été cohérente. »
Quelques jours plus tard, il se classe troisième du Grand Prix de Monaco en prenant un tour à son coéquipier Daniel Ricciardo et monte sur son second podium de la saison après le Grand Prix d'Émilie-Romagne. Après cinq courses dans les points, il est troisième du championnat derrière Max Verstappen et Lewis Hamilton et devant Valtteri Bottas.
Cinquième du Grand Prix d'Azerbaïdjan, il perd une place au championnat. La semaine suivante, sur le même circuit pour le Grand Prix d'Autriche, auteur du deuxième temps, il obtient sa meilleure qualification en Formule 1 puis termine troisième de l'épreuve. Encore quatrième de la course suivante à Silverstone, il reste le seul pilote à avoir marqué des points lors de chacune des dix premières manches de la saison, et reprend la troisième place du championnat. Sa série record (pour son écurie) de quinze arrivées consécutives dans les points depuis la saison 2020, s'interrompt le 1er août en Hongrie, où il est victime du carambolage provoqué, dès le départ, par Valtteri Bottas.
Deuxième du Grand Prix d'Italie (son quatrième podium de la saison), il assure, derrière son coéquipier Daniel Ricciardo, le premier doublé de son écurie depuis le Grand Prix du Canada 2010. Lors de l'épreuve suivante, en Russie, il réalise sa première pole position en Formule 1 ; dans les derniers tours, alors qu'il semble pouvoir contenir Lewis Hamilton et remporter son premier Grand Prix, une averse s'abat sur le circuit ; il décide de poursuivre en pneus slick alors que ses rivaux optent pour les pneus intermédiaires. Prisonnier de son erreur stratégique, il effectue une sortie de piste, doit se résigner à changer de pneus et termine septième. Il signe cependant le meilleur tour en course.

### 2022: en recul
En 2022, Lando Norris finit dans les points à dix-huit reprises et permet à  Mclaren de se classer à la cinquième place du classement des constructeurs. Il obtient un podium à Imola et, avec 122 points, se classe septième du championnat, loin devant son coéquipier Daniel Ricciardo.

### 2023: bataille aux avant-postes
Norris finit quatrième en Autriche, et monte sur la deuxième marche du podium à Silverstone devant son public, après avoir fini à la même place en qualifications. Il continue sa lancée en se qualifiant troisième en Hongrie et se place une nouvelle fois sur la deuxième marche du podium.
À Singapour, le Britannique termine second, derrière Carlos Sainz Jr.. La semaine suivante, à Suzuka, il finit second derrière Max Verstappen, et juste devant son coéquipier Oscar Piastri. Au Grand Prix du Qatar, il se classe troisième de la course sprint puis du Grand Prix,. À Austin, Norris profite de la disqualification de Lewis Hamilton pour enchaîner avec un quatrième podium consécutif, second derrière Verstappen, après avoir mené la moitié de l'épreuve.
Parti en tête de la course sprint du Grand Prix de São Paulo, il termine deuxième de la course derrière Max Verstappen puis, le lendemain, à nouveau second derrière le Néerlandais.

### 2024: principal rival de Verstappen pour le titre
Le 5 mai 2024,  pour son 110e départ et après 15 podiums, Lando Norris remporte sa première victoire en Formule 1 lors du Grand Prix de Miami. Il devance Max Verstappen et Charles Leclerc.
La MCL38 devient, en cours de saison, la voiture la plus performante du plateau et permet à Norris de remporter deux autres victoires, à Zandvoort et à Singapour, de multiplier les podiums et de s'affirmer comme le principal rival de Max Verstappen dans la course au titre de champion du monde, réduisant peu à peu l'écart avec le Néerlandais au classement alors que la saison est dans son dernier quart.
Alors que le titre pilote s'est joué à Las Vegas, Max Verstappen ayant fini cinquième devant Norris, le titre de champion des constructeurs doit encore être attribué ; il se joue entre McLaren et Ferrari lors de l'ultime manche. Au terme d'une course très agitée, Norris reste en tête tout au long de l'épreuve alors que son équipier Oscar Piastri, accroché par Verstappen au premier virage, se retrouve à l'arrière du peloton. Malgré la remontée impressionnante de Charles Leclerc, de la seizième à la troisième place, et la deuxième de Carlos Sainz, Norris permet à son écurie de remporter le championnat, 26 ans après le dernier titre acquis par l'écurie de Woking, en 1998 avec Mika Häkkinen et David Coulthard.

### 2025
En mars 2025, Norris remporte le Grand Prix d'Australie et prend la tête du championnat. Il se classe ensuite deuxième du Grand Prix de Chine, derrière son coéquipier Oscar Piastri puis, à nouveau, deuxième au Japon.
À Bahreïn, parti sixième, il termine troisième, derrière Piastri et George Russell. En Arabie saoudite, victime d'un accident lors des qualifications, il s'élance dixième et, en course, remonte jusqu'à la quatrième place.  
À Monaco, il obtient la pole position et devient le premier pilote sous la minute dix au tour. Il remporte le Grand Prix et revient à trois points du leader du championnat.
Le 29 juin 2025, après être parti en pole position, il remporte le Grand Prix d’Autriche à Spielberg, devançant Piastri et revenant à quinze points de ce dernier qui est en tête du championnat.

## Carrière

### Carrière avant la Formule 1
| Saison | Championnat                                                                        | Écurie                | Courses         | Victoires       | Pole positions  | Meilleurs tours | Podiums         | Points          | Classement      |
| ------ | ---------------------------------------------------------------------------------- | --------------------- | --------------- | --------------- | --------------- | --------------- | --------------- | --------------- | --------------- |
| 2014   | Championnat Ginetta Junior                                                         | HHS Motorsport        | 20              | 4               | 8               | 2               | 11              | 432             | 3e              |
| 2015   | Championnat de Grande-Bretagne de Formule 4                                        | Carlin                | 30              | 8               | 10              | 9               | 15              | 413             | Champion        |
| 2015   | Championnat d'Allemagne de Formule 4                                               | Mücke Motorsport      | 8               | 1               | 0               | 3               | 6               | 131             | 8e              |
| 2015   | Championnat d'Italie de Formule 4                                                  | Mücke Motorsport      | 9               | 0               | 0               | 3               | 1               | 51              | 11e             |
| 2015   | Championnat de Grande-Bretagne de Formule 4 (Trophée de l'automne / Autumn Trophy) | HHC Motorsport        | 4               | 2               | 1               | 1               | 4               | 128             | 5e              |
| 2016   | Eurocup Formula Renault 2.0                                                        | Josef Kaufmann Racing | 15              | 5               | 6               | 4               | 12              | 253             | Champion        |
| 2016   | Formula Renault 2.0 Northern European Cup                                          | Josef Kaufmann Racing | 15              | 6               | 10              | 4               | 11              | 316             | Champion        |
| 2016   | Toyota Racing Series                                                               | M2 Competition        | 15              | 6               | 8               | 5               | 11              | 924             | Champion        |
| 2016   | Championnat de Grande-Bretagne de Formule 3 BRDC                                   | Carlin                | 11              | 4               | 4               | 3               | 8               | 247             | 8e              |
| 2016   | Championnat d'Europe de Formule 3                                                  | Carlin                | 3               | 0               | 0               | 0               | 0               | 0               | N.C             |
| 2016   | Grand Prix de Macao                                                                | Carlin                | 1               | 0               | 0               | 0               | 1               | N/A             | 11e             |
| 2017   | Grand Prix de Macao                                                                | Carlin                | 1               | 0               | 0               | 0               | 1               | N/A             | 2e              |
| 2017   | Championnat d'Europe de Formule 3                                                  | Carlin                | 30              | 9               | 8               | 8               | 20              | 441             | Champion        |
| 2017   | Formule 2                                                                          | Campos Racing         | 2               | 0               | 0               | 0               | 0               | 0               | 25e             |
| 2017   | Formule 1                                                                          | McLaren               | Pilote-essayeur | Pilote-essayeur | Pilote-essayeur | Pilote-essayeur | Pilote-essayeur | Pilote-essayeur | Pilote-essayeur |
| 2018   | Formule 2                                                                          | Carlin                | 24              | 1               | 1               | 1               | 9               | 219             | 2e              |
| 2018   | Formule 1                                                                          | McLaren               | Pilote-essayeur | Pilote-essayeur | Pilote-essayeur | Pilote-essayeur | Pilote-essayeur | Pilote-essayeur | Pilote-essayeur |

### Résultats en championnat du monde de Formule 1
| Saison | Écurie          | Châssis        | Moteur                    | Pneus   | GP disputés | Pole Positions | Victoires | Podiums | Meilleurs tours | Dans les points | Abandons | Points inscrits | Classement |
| ------ | --------------- | -------------- | ------------------------- | ------- | ----------- | -------------- | --------- | ------- | --------------- | --------------- | -------- | --------------- | ---------- |
| 2019   | McLaren F1 Team | McLaren MCL34  | Renault V6 turbo hybride  | Pirelli | 21          | 0              | 0         | 0       | 0               | 11              | 6        | 49              | 11e        |
| 2020   | McLaren F1 Team | McLaren MCL35  | Renault V6 turbo hybride  | Pirelli | 17          | 0              | 0         | 1       | 2               | 13              | 1        | 97              | 9e         |
| 2021   | McLaren F1 Team | McLaren MCL35M | Mercedes V6 turbo hybride | Pirelli | 22          | 1              | 0         | 4       | 1               | 16              | 1        | 160             | 6e         |
| 2022   | McLaren F1 Team | McLaren MCL36  | Mercedes V6 turbo hybride | Pirelli | 22          | 0              | 0         | 1       | 2               | 17              | 2        | 122             | 7e         |
| 2023   | McLaren F1 Team | McLaren MCL60  | Mercedes V6 turbo hybride | Pirelli | 22          | 0              | 0         | 7       | 1               | 16              | 1        | 205             | 6e         |
| 2024   | McLaren F1 Team | McLaren MCL38  | Mercedes V6 turbo hybride | Pirelli | 24          | 8              | 4         | 13      | 6               | 23              | 1        | 374             | 2e         |
| 2025   | McLaren F1 Team | McLaren MCL39  | Mercedes V6 turbo hybride | Pirelli | 14          | 4              | 5         | 12      | 5               | 13              | 1        | 275             | 2e         |
|        | Total           |                |                           |         | 142         | 13             | 9         | 38      | 17              | 109             | 13       | 1282            |            |

| Saison        | Écurie          | Châssis        | Moteur                                         | Pneus | 1       | 2         | 3        | 4         | 5         | 6          | 7        | 8       | 9       | 10       | 11           | 12        | 13        | 14      | 15      | 16      | 17        | 18        | 19        | 20        | 21           | 22     | 23         | 24      | Points inscrits | Classement |
| ------------- | --------------- | -------------- | ---------------------------------------------- | ----- | ------- | --------- | -------- | --------- | --------- | ---------- | -------- | ------- | ------- | -------- | ------------ | --------- | --------- | ------- | ------- | ------- | --------- | --------- | --------- | --------- | ------------ | ------ | ---------- | ------- | --------------- | ---------- |
| 2019          | McLaren F1 Team | McLaren MCL34  | Renault V6 turbo hybride E-Tech 19             | P     | AUS 12e | BAH 6e    | CHN Abd. | AZE 8e    | ESP Abd.  | MON 11e    | CAN Abd. | FRA 9e  | AUT 6e  | GBR 11e  | ALL Abd.     | HON 9e    | BEL 11e   | ITA 10e | SIN 7e  | RUS 8e  | JPN 11e   | MEX Abd.  | USA 7e    | BRE 8e    | ABU 8e       |        |            |         | 49              | 11e        |
| 2020          | McLaren F1 Team | McLaren MCL35  | Renault V6 turbo hybride E-Tech 20             | P     | AUT 3e  | STY 5e    | HON 13e  | GBR 5e    | 70e 9e    | ESP 10e    | BEL 7e   | ITA 4e  | TOS 6e  | RUS 15e  | EIF Abd.     | POR 13e   | E-R 8e    | TUR 8e  | BAH 4e  | SAK 10e | ABU 5e    |           |           |           |              |        |            |         | 97              | 9e         |
| 2021          | McLaren F1 Team | McLaren MCL35M | Mercedes V6 turbo hybride F1 M12 E             | P     | BAH 4e  | EMI 3e    | POR 5e   | ESP 8e    | MON 3e    | AZE 5e     | FRA 5e   | STY 5e  | AUT 3e  | GBR 4e   | HON Abd.     | BEL 14e   | P-B 10e   | ITA 2e  | RUS 7e  | TUR 7e  | USA 8e    | MEX 10e   | BRE 10e   | QAT 9e    | ARA 10e      | ABU 7e |            |         | 160             | 6e         |
| 2022          | McLaren F1 Team | McLaren MCL36  | Mercedes V6 turbo hybride F1 M13 E Performance | P     | BAH 15e | ARA 7e    | AUS 5e   | EMI 3e+5e | MIA Abd.  | ESP 8e     | MON 6e   | AZE 9e  | CAN 15e | GBR 6e   | AUT 7e       | FRA 7e    | HON 7e    | BEL 12e | P-B 7e  | ITA 7e  | SIN 4e    | JAP 10e   | USA 6e    | MEX 9e    | SAO Abd. +7e | ABU 6e |            |         | 122             | 7e         |
| 2023          | McLaren F1 Team | McLaren MCL60  | Mercedes V6 turbo hybride F1 M14 E Performance | P     | BAH 17e | ARA 17e   | AUS 6e   | AZE 9e    | MIA 17e   | MON 9e     | ESP 17e  | CAN 13e | AUT 4e  | GBR 2e   | HON 2e       | BEL 7e+7e | P-B 7e    | ITA 8e  | SIN 2e  | JAP 2e  | QAT 3e+3e | USA 2e+4e | MEX 5e    | BRE 2e+2e | LVE Abd.     | ABU 5e |            |         | 205             | 6e         |
| 2024          | McLaren F1 Team | McLaren MCL38  | Mercedes V6 turbo hybride F1 M15 E Performance | P     | BAH 6e  | ARA 8e    | AUS 3e   | JAP 5e    | CHN 2e+6e | MIA 1er    | EMI 2e   | MON 4e  | CAN 2e  | ESP 2e   | AUT Abd. +3e | GBR 3e    | HON 2e    | BEL 5e  | P-B 1er | ITA 3e  | AZE 4e    | SIN 1er   | USA 4e+3e | MEX 2e    | BRE 6e+1er   | LVE 6e | QAT 10e+2e | ABU 1er | 374             | 2e         |
| 2025          | McLaren F1 Team | McLaren MCL39  | Mercedes V6 turbo hybride F1 M15 E Performance | P     | AUS 1er | CHN 2e+8e | JAP 2e   | BAH 3e    | ARA 4e    | MIA 2e+1er | EMI 2e   | MON 1er | ESP 2e  | CAN 18e* | AUT 1er      | GBR 1er   | BEL 2e+3e | HON 1er | P-B     | ITA     | AZE       | SIN       | USA       | MEX       | BRE          | LVE    | QAT        | ABU     | 275             | 2e         |
| Légende : ici |                 |                |                                                |       |         |           |          |           |           |            |          |         |         |          |              |           |           |         |         |         |           |           |           |           |              |        |            |         |                 |            |

### Victoires en Formule 1
| no | Année | Manche | Date              | Grand Prix      | Circuit       | Écurie           | Voiture | Position départ | Résumé |
| -- | ----- | ------ | ----------------- | --------------- | ------------- | ---------------- | ------- | --------------- | ------ |
| 1  | 2024  | 06/24  | 5 mai 2024        | Miami           | Miami Gardens | McLaren-Mercedes | MCL38   | 5e              | Résumé |
| 2  | 2024  | 15/24  | 25 août 2024      | Pays-Bas        | Zandvoort     | McLaren-Mercedes | MCL38   | Pole position   | Résumé |
| 3  | 2024  | 18/24  | 22 septembre 2024 | Singapour       | Marina Bay    | McLaren-Mercedes | MCL38   | Pole position   | Résumé |
| 4  | 2024  | 24/24  | 8 décembre 2024   | Abou Dabi       | Yas Marina    | McLaren-Mercedes | MCL38   | Pole position   | Résumé |
| 5  | 2025  | 01/24  | 16 mars 2025      | Australie       | Albert Park   | McLaren-Mercedes | MCL39   | Pole position   | Résumé |
| 6  | 2025  | 08/24  | 25 mai 2025       | Monaco          | Monaco        | McLaren-Mercedes | MCL39   | Pole position   | Résumé |
| 7  | 2025  | 11/24  | 29 juin 2025      | Autriche        | Spielberg     | McLaren-Mercedes | MCL39   | Pole position   | Résumé |
| 8  | 2025  | 12/24  | 6 juillet 2025    | Grande-Bretagne | Silverstone   | McLaren-Mercedes | MCL39   | 3e              | Résumé |
| 9  | 2025  | 14/24  | 3 août 2025       | Hongrie         | Silverstone   | McLaren-Mercedes | MCL39   | 3e              | Résumé |